# Enstone

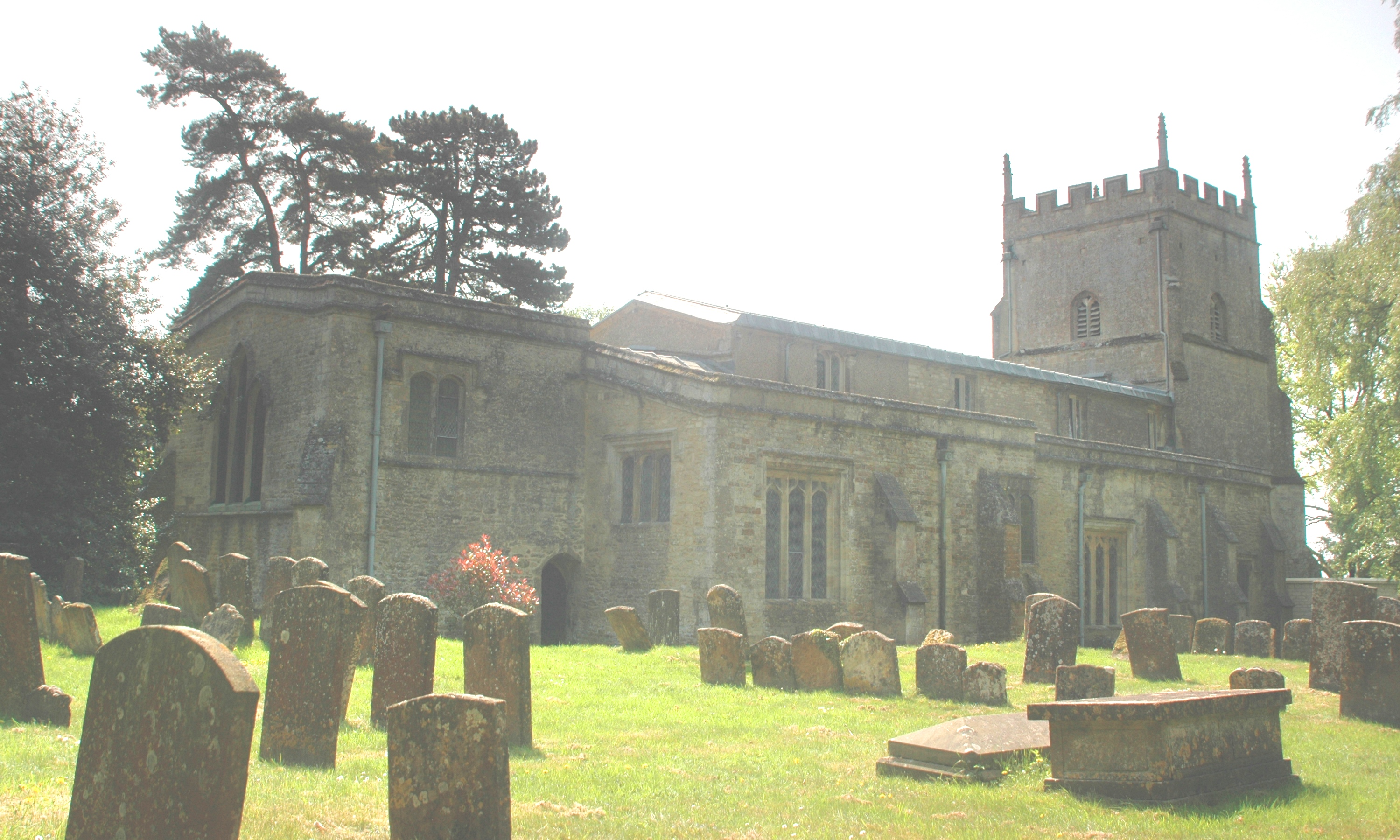
Iglesia de San Kenelm, Enstone, Oxfordshire

Enstone es una localidad y parroquia en el Distrito Oxfordshire Oeste del Condado Oxfordshire, Inglaterra.
El poblado aparece por primera vez en libros históricos en 1086, su nombre es tema de discusión, algunos creen que tiene su origen del anglosajón derivado de las palabras Enna's stone.
En 1992 el equipo de Fórmula 1 Renault construyó una de sus fábricas donde se hacen los ensayos en el túnel del viento, aerodinámica, entre otros de los monoplazas del equipo.